# Арагонська мова
Араго́нська мо́ва (араг. idioma aragonés, luenga aragonesa) — романська мова, раніше поширена в Арагонському королівстві на території сучасної Іспанії. Нині нею говорить близько 12 тис. осіб (30 тис. як другою мовою), головним чином у північній частині автономного співтовариства Арагон — у провінції Уеска (Собрарбе та Рібагорсі), а також у деяких комарках провінції Сарагоса. Має статус однієї з історичних мов Арагону. 

## Сучасний стан
До ухвалення першого «Закону про мови Арагону» 2009 року арагонська мова не мала жодного офіційного статусу в Іспанському королівстві. У 2013 році було ухвалено другий «Закон про мови Арагону», що іменує арагонську «арагонською мовою піренейського та передпіренейського регіонів», водночас називаючи каталонську мову Західної смуги «арагонською мовою східного регіону». Новий закон спричинив хвилю критики каталономовної спільноти, ставши одним із прикладів лінгвістичного сепаратизму, санкціонованого державою. Хоча число носіїв арагонської порівняно мале, нею друкують газети, журнали та книги. Існує кілька сайтів арагонською мовою, наприклад, Вікіпедія має арагономовний розділ.

### Поширеність
Арагонська мова поширена головним чином у долинах арагонських Піренеїв. Можна говорити про наявність саме окремої мови, а не діалекту іспанської, у таких зонах як: долина Б'єльса, Аєрбе, Арагуес-дель-Пуерто, Сомонтано-де-Барбастро, Альто-Гальєго, Вальє-де-Тена, Собрарбе, Вальє-де-Расаль, Хасетанія, Сомонтано-де-Уеска, Брото, Канфранк.

### Діалекти
- Західні діалекти: ansotano, cheso.
- Центральні діалекти: belsetán, tensino, pandicuto, bergotés.
- Східні діалекти (перехідні до каталонської і гасконської/окситанської мов): benasqués, grausino, fobano, chistabino, ribagorzano.
- Південні діалекти: ayerbense, semontanés.

## Приклад тексту
Молитва «Отче наш» арагонською мовою:
Pai nuestro, que yes en o zielo, satificato siga o tuyo nombre, bienga ta nusatros o reino tuyoy se faiga la tuya boluntá en a tierra como en o zielo. O pan nuestro de cada diya da-lo-mos güei, perdona las nuestras faltas como tamién nusatros perdonamos a os que mos faltan, no mos dixes cayer en a tentazión y libera-mos d’o mal. Amén.
Для порівняння, текст молитви іспанською (кастильською) мовою:
Padre nuestro que estás en el cielo, santificado sea tu Nombre; venga a nosotros tu reino; hágase tu voluntad en la tierra como en el cielo. Danos hoy nuestro pan de cada día; perdóna nuestras ofensas, como tambien nosotros perdonamos a los que nos ofenden; no nos dejes caer en la tentación, y líbranos del mal. Amén.